# Josef Kowner
Josef Kowner, född 1 december 1895 i Kiev, död 1967, var en rysk-svensk målare och tecknare. 
Han var son till gymnasieläraren Szebsel Kowner och Zlata Szewelew. Kowner började sina konststudier i Lodz 1912-1913 därefter studerade han i Düsseldorf 1917-1918 samt under en längre vistelse i Paris. Han debuterade i en utställning i på Lodz Stads Galleri 1928 och medverkade därefter i ett flertal samlingsutställningar 1932, 1936, 1937 och 1939. Han var medlem i det Polska professionella konstnärsförbundet 1929-1939 och i konstnärsgruppen Start, han var även med i en redaktion för tidskriften Journalen Forma. Han blev förflyttad till Litzmannstadts ghetto och transporterades 1944 till koncentrationslägret i Auschwitz. Efter andra världskriget kom han till Sverige 1945 och efter en tid som konvalescent blev han lärare i måleri. Han blev Svensk medborgare 1952. I Sverige ställde han ut separat i Kalmar, Oskarshamn, på Louis Hahnes konstsalong och Modern konst i hemmiljö i Stockholm samt i en rad samlingsutställningar. Hans konst består av porträtt, landskap, hamnmotiv, stilleben och symbolistiska kompositioner samt arkitektoniska bilder från Lodz i olja eller akvarell. Kowner är representerad vid Lodz museum, Vilna museum, Moderna museet i Stockholm och Kalmar konstmuseum.